# Wahlkreis Waldeck-Frankenberg II
Der Wahlkreis Waldeck-Frankenberg II (Wahlkreis 6) ist ein Landtagswahlkreis im hessischen Landkreis Waldeck-Frankenberg. Der Wahlkreis umfasst die Städte und Gemeinden Allendorf (Eder), Bad Wildungen, Battenberg (Eder), Bromskirchen, Burgwald, Frankenau, Frankenberg (Eder), Gemünden (Wohra), Haina (Kloster), Hatzfeld (Eder), Lichtenfels, Rosenthal und Vöhl. Die Gemeinde Lichtenfels wurde dem Wahlkreis durch Gesetz vom 18. Dezember 2017 (GVBl. S. 478) zugeschlagen, sie gehörte zuvor zum Wahlkreis Waldeck-Frankenberg I.
Geografisch deckt der Wahlkreis den Süden des Landkreises Waldeck-Frankenberg ab und entsprach bis zur Grenzänderung 2017 dem ehemaligen Landkreis Frankenberg.
Der Wahlkreis wurde weitgehend in seiner jetzigen Form am 1. Januar 1983 geschaffen, davor gehörten die den neuen Wahlkreis Waldeck-Frankenberg II bildenden Städte und Gemeinden zusammen mit einigen Ortschaften des Schwalm-Eder-Kreises zum Wahlkreis 10.

## Wahl 2023
| Gegenstand der Nachweisung | Gegenstand der Nachweisung | Erst- stimmen | Erst- stimmen | Zweit- stimmen | Zweit- stimmen |
| Bewerber                   | Partei                     | Anzahl        | %             | Anzahl         | %              |
| -------------------------- | -------------------------- | ------------- | ------------- | -------------- | -------------- |
| Wahlberechtigte            | Wahlberechtigte            | 68.274        | 68.274        | 68.274         | 68.274         |
| Wähler                     | Wähler                     | 45.439        | 45.439        | 45.439         | 66,6           |
| Ungültige Stimmen          | Ungültige Stimmen          | 959           | 2,1           | 948            | 2,1            |
| Gültige Stimmen            | Gültige Stimmen            | 44.480        | 97,9          | 44.491         | 97,9           |
| davon                      |                            |               |               |                |                |
| Claudia Ravensburg         | CDU                        | 16.229        | 36,5          | 16.561         | 37,2           |
| Jürgen Frömmrich           | GRÜNE                      | 3.720         | 8,4           | 4.271          | 9,6            |
| Daniela Sommer             | SPD                        | 9.273         | 20,8          | 7.286          | 16,4           |
| Stefan Ginder              | AfD                        | 9.519         | 21,4          | 10.093         | 22,7           |
| Bastian Belz               | FDP                        | 2.585         | 5,8           | 2.011          | 4,5            |
| Regina Preysing            | Die Linke                  | 965           | 2,2           | 858            | 1,9            |
| Roman Kallasch             | Freie Wähler               | 1.923         | 4,3           | 1.638          | 3,7            |
|                            | Tierschutzpartei           |               |               | 634            | 1,4            |
|                            | Die PARTEI                 |               |               | 248            | 0,6            |
|                            | Piraten                    |               |               | 123            | 0,3            |
|                            | ÖDP                        |               |               | 78             | 0,2            |
|                            | P. f. schulm. Verjf.       |               |               | 25             | 01             |
|                            | V-Partei³                  |               |               | 105            | 0,2            |
|                            | PdH                        |               |               | 31             | 0,1            |
|                            | ABG                        |               |               | 64             | 0,1            |
|                            | APPD                       |               |               | 19             | 0,0            |
| Daniele Saracino           | Basis                      | 266           | 0,6           | 256            | 0,6            |
|                            | DKP                        |               |               | 27             | 0,1            |
|                            | DIE NEUE MITTE             |               |               | 13             | 0,0            |
|                            | Volt                       |               |               | 67             | 0,2            |
|                            | Klimaliste                 |               |               | 83             | 0,2            |

## Wahl 2018
| Gegenstand der Nachweisung | Gegenstand der Nachweisung | Wahlkreis- stimmen | Wahlkreis- stimmen | Landes- stimmen | Landes- stimmen |
| Kreiswahlbewerber/in       | Partei                     | Anzahl             | %                  | Anzahl          | %               |
| -------------------------- | -------------------------- | ------------------ | ------------------ | --------------- | --------------- |
| Wahlberechtigte            | Wahlberechtigte            | 60.971             | 100,0              | 60.971          | 100,0           |
| Wähler                     | Wähler                     | 38.570             | 63,3               | 38.570          | 63,3            |
| Ungültige Stimmen          | Ungültige Stimmen          | 833                | 2,2                | 920             | 2,4             |
| Gültige Stimmen            | Gültige Stimmen            | 37.737             | 100,0              | 37.650          | 100,0           |
| davon                      |                            |                    |                    |                 |                 |
| Claudia Ravensburg         | CDU                        | 11.668             | 30,9               | 10.768          | 28,6            |
| Daniela Sommer             | SPD                        | 10.470             | 27,7               | 8.575           | 22,8            |
| Jürgen Frömmrich           | GRÜNE                      | 5.180              | 13,7               | 6.204           | 16,5            |
| Bertold Halberstadt        | LINKE                      | 1.539              | 4,1                | 1.740           | 4,6             |
| Stefan Schraps             | FDP                        | 2.488              | 6,6                | 2.865           | 7,6             |
| Stefan Ginder              | AfD                        | 5.144              | 13,6               | 5.468           | 14,5            |
|                            | PIRATEN                    | x                  | x                  | 175             | 0,5             |
| Jörg Hebebrand             | FREIE WÄHLER               | 1.245              | 3,3                | 1.050           | 2,8             |
|                            | NPD                        | x                  | x                  | 67              | 0,2             |
|                            | Die PARTEI                 | x                  | x                  | 158             | 0,4             |
|                            | ÖDP                        | x                  | x                  | 57              | 0,2             |
|                            | Die Grauen                 | x                  | x                  | 50              | 0,1             |
|                            | BüSo                       | x                  | x                  | 2               | 0,0             |
|                            | AD-Demokraten              | x                  | x                  | 22              | 0,1             |
|                            | Bündnis C                  | x                  | x                  | 27              | 0,1             |
|                            | BGE                        | x                  | x                  | 31              | 0,1             |
|                            | Die Violetten              | x                  | x                  | 14              | 0,0             |
|                            | LKR                        | x                  | x                  | 9               | 0,0             |
|                            | Menschliche Welt           | x                  | x                  | 22              | 0,1             |
|                            | Die Humanisten             | x                  | x                  | 10              | 0,0             |
|                            | Gesundheitsforschung       | x                  | x                  | 50              | 0,1             |
|                            | Tierschutzpartei           | x                  | x                  | 251             | 0,7             |
|                            | V-Partei³                  | x                  | x                  | 35              | 0,1             |

Neben Claudia Ravensburg (CDU) als Gewinnerin des Direktmandats ist aus dem Wahlkreis noch Jürgen Frömmrich (GRÜNE) über die Landesliste seiner Partei in den Landtag eingezogen. Die bisherige SPD-Abgeordnete Daniela Sommer schied hingegen aus dem Parlament aus, da ihr Listenplatz aufgrund der Verluste der SPD nicht zum Wiedereinzug ausreichte.

## Wahl 2013
| Gegenstand der Nachweisung | Gegenstand der Nachweisung | Wahlkreis- stimmen | Wahlkreis- stimmen | Landes- stimmen | Landes- stimmen |
| Kreiswahlbewerber/in       | Partei                     | Anzahl             | %                  | Anzahl          | %               |
| -------------------------- | -------------------------- | ------------------ | ------------------ | --------------- | --------------- |
| Wahlberechtigte            | Wahlberechtigte            | 59.169             | 100,0              | 59.169          | 100,0           |
| Wähler                     | Wähler                     | 41.294             | 69,8               | 41.294          | 69,8            |
| Ungültige Stimmen          | Ungültige Stimmen          | 1.373              | 3,3                | 1.134           | 2,7             |
| Gültige Stimmen            | Gültige Stimmen            | 39.921             | 100,0              | 40.160          | 100,0           |
| davon                      |                            |                    |                    |                 |                 |
| Claudia Ravensburg         | CDU                        | 17.443             | 43,7               | 15.602          | 38,8            |
| Daniela Neuschäfer         | SPD                        | 15.433             | 38,7               | 13.716          | 34,2            |
| Elias Knell                | FDP                        | 1.250              | 3,1                | 2.084           | 5,2             |
| Jürgen Frömmrich           | GRÜNE                      | 3.085              | 7,7                | 3.430           | 8,5             |
| Heidemarie Boulnois        | LINKE                      | 1.865              | 4,7                | 1.843           | 4,6             |
|                            | FREIE WÄHLER               | x                  | x                  | 386             | 1,0             |
|                            | NPD                        | x                  | x                  | 401             | 1,0             |
|                            | REP                        | x                  | x                  | 107             | 0,3             |
| Dennis Muhr                | PIRATEN                    | 845                | 2,1                | 687             | 1,7             |
|                            | BüSo                       | x                  | x                  | 8               | 0,0             |
|                            | ADd                        | x                  | x                  | 58              | 0,1             |
|                            | Die Grauen                 | x                  | x                  | 17              | 0,0             |
|                            | AfD                        | x                  | x                  | 1.606           | 4,0             |
|                            | AVIP                       | x                  | x                  | 28              | 0,1             |
|                            | LUPe                       | x                  | x                  | 4               | 0,0             |
|                            | ÖDP                        | x                  | x                  | 40              | 0,1             |
|                            | Die PARTEI                 | x                  | x                  | 124             | 0,3             |
|                            | PSG                        | x                  | x                  | 19              | 0,0             |

Neben Claudia Ravensburg (CDU) als Gewinnerin des Direktmandats sind aus dem Wahlkreis noch Daniela Neuschäfer (SPD) und Jürgen Frömmrich (GRÜNE) über die jeweilige Landesliste in den Landtag eingezogen.

## Wahl 2009
|                    | Partei            | Wahlkreis- stimmen | Wahlkreis- stimmen | Landes- stimmen | Landes- stimmen |
| Anzahl             | Partei            | %                  | Anzahl             | %               |                 |
| ------------------ | ----------------- | ------------------ | ------------------ | --------------- | --------------- |
| Wahlberechtigte    | Wahlberechtigte   | 60.184             | 100,0              | 60.184          | 100,0           |
| Wähler             | Wähler            | 33.818             | 56,2               | 33.818          | 56,2            |
| Ungültige Stimmen  | Ungültige Stimmen | 1.336              | 4,0                | 973             | 2,9             |
| Gültige Stimmen    | Gültige Stimmen   | 32.482             | 100,0              | 32.845          | 100,0           |
| davon              |                   |                    |                    |                 |                 |
| Claudia Ravensburg | CDU               | 13.132             | 40,4               | 12.114          | 36,9            |
| Reinhard Kahl      | SPD               | 11.776             | 36,3               | 9.222           | 28,1            |
| Heinrich Heidel    | FDP               | 4.397              | 13,5               | 5.334           | 16,2            |
| Jürgen Frömmrich   | GRÜNE             | 3.177              | 9,8                | 3.682           | 11,2            |
|                    | LINKE             | –                  | –                  | 1.538           | 4,7             |
|                    | REP               | –                  | –                  | 192             | 0,6             |
|                    | FREIE WÄHLER      | –                  | –                  | 362             | 1,1             |
|                    | NPD               | –                  | –                  | 233             | 0,7             |
|                    | PIRATEN           | –                  | –                  | 130             | 0,4             |
|                    | BüSo              | –                  | –                  | 38              | 0,1             |

Neben Claudia Ravensburg als Gewinnerin des Direktmandats sind aus dem Wahlkreis noch Reinhard Kahl, Heinrich Heidel und Jürgen Frömmrich über die Landeslisten in den Landtag eingezogen.

## Wahl 2008
|                    | Partei               | Wahlkreis- stimmen | Wahlkreis- stimmen | Landes- stimmen | Landes- stimmen |
| Anzahl             | Partei               | %                  | Anzahl             | %               |                 |
| ------------------ | -------------------- | ------------------ | ------------------ | --------------- | --------------- |
| Wahlberechtigte    | Wahlberechtigte      | 60.325             | 100,0              | 60.325          | 100,0           |
| Wähler             | Wähler               | 36.632             | 60,7               | 36.632          | 60,7            |
| Ungültige Stimmen  | Ungültige Stimmen    | 997                | 2,7                | 845             | 2,3             |
| Gültige Stimmen    | Gültige Stimmen      | 35.635             | 100,0              | 35.787          | 100,0           |
| davon              |                      |                    |                    |                 |                 |
| Claudia Ravensburg | CDU                  | 13.330             | 37,4               | 12.905          | 36,1            |
| Reinhard Kahl      | SPD                  | 14.923             | 41,9               | 14.118          | 39,5            |
| Jürgen Frömmrich   | GRÜNE                | 2.305              | 6,5                | 2.158           | 6,0             |
| Heinrich Heidel    | FDP                  | 2.854              | 8,0                | 3.341           | 9,3             |
| Gottfried Benner   | REP                  | 652                | 1,8                | 366             | 1,0             |
|                    | Die Tierschutzpartei | –                  | –                  | 164             | 0,5             |
|                    | BüSo                 | –                  | –                  | 14              | 0,0             |
|                    | PSG                  | –                  | –                  | 15              | 0,0             |
|                    | Volksabstimmung      | –                  | –                  | 40              | 0,1             |
|                    | GRAUE                | –                  | –                  | 50              | 0,1             |
| Jürgen Süß         | LINKE                | 1.571              | 4,4                | 1.945           | 5,4             |
|                    | Die Violetten        | –                  | –                  | 29              | 0,1             |
|                    | FAMILIE              | –                  | –                  | 113             | 0,3             |
|                    | FREIE WÄHLER         | –                  | –                  | 156             | 0,4             |
|                    | NPD                  | –                  | –                  | 298             | 0,8             |
|                    | PIRATEN              | –                  | –                  | 54              | 0,2             |
|                    | UB                   | –                  | –                  | 21              | 0,1             |

Neben dem direkt gewählten Wahlkreisabgeordneten Reinhard Kahl (SPD), der das Mandat nach fünf Jahren von der CDU zurückgewinnen konnte, wurde auch der FDP-Direktkandidat Heinrich Heidel in den Landtag gewählt. Die bisherige CDU-Wahlkreisabgeordnete Claudia Ravensburg und der bisherige Grünen-Abgeordnete Jürgen Frömmrich schieden aus dem Landtag aus, da ihre Plätze auf den jeweiligen Landeslisten ihrer Parteien nicht zogen.

## Wahl 2003
|                        | Partei               | Wahlkreis- stimmen | Wahlkreis- stimmen | Landes- stimmen | Landes- stimmen |
| Anzahl                 | Partei               | %                  | Anzahl             | %               |                 |
| ---------------------- | -------------------- | ------------------ | ------------------ | --------------- | --------------- |
| Wahlberechtigte        | Wahlberechtigte      | 60.123             | 100,0              | 60.123          | 100,0           |
| Wähler                 | Wähler               | 36.129             | 60,1               | 36.129          | 60,1            |
| Ungültige Stimmen      | Ungültige Stimmen    | 927                | 2,6                | 762             | 2,1             |
| Gültige Stimmen        | Gültige Stimmen      | 35.202             | 100,0              | 35.367          | 100,0           |
| davon                  |                      |                    |                    |                 |                 |
| Claudia Ravensburg     | CDU                  | 17.699             | 50,3               | 18.015          | 50,9            |
| Reinhard Kahl          | SPD                  | 12.392             | 35,2               | 10.738          | 30,4            |
| Jürgen Frömmrich       | GRÜNE                | 2.074              | 5,9                | 2.394           | 6,8             |
| Heinrich Heidel        | FDP                  | 2.904              | 8,2                | 3.021           | 8,5             |
|                        | REP                  | –                  | –                  | 456             | 1,3             |
|                        | Die Tierschutzpartei | –                  | –                  | 213             | 0,6             |
|                        | DIE FRAUEN           | –                  | –                  | 88              | 0,2             |
|                        | PBC                  | –                  | –                  | 142             | 0,4             |
|                        | DKP                  | –                  | –                  | 40              | 0,1             |
|                        | ödp                  | –                  | –                  | 32              | 0,1             |
|                        | BüSo                 | –                  | –                  | 22              | 0,1             |
|                        | FAG Hessen           | –                  | –                  | 30              | 0,1             |
|                        | PSG                  | –                  | –                  | 20              | 0,1             |
|                        | Schill               | –                  | –                  | 156             | 0,4             |
| Herbert Schleiermacher | Einzelbewerber       | 133                | 0,4                | –               | –               |

## Wahl 1999
|                   | Partei               | Wahlkreis- stimmen | Wahlkreis- stimmen | Landes- stimmen | Landes- stimmen |
| Anzahl            | Partei               | %                  | Anzahl             | %               |                 |
| ----------------- | -------------------- | ------------------ | ------------------ | --------------- | --------------- |
| Wahlberechtigte   | Wahlberechtigte      | 59.459             | 100,0              | 59.459          | 100,0           |
| Wähler            | Wähler               | 37.877             | 63,7               | 37.877          | 63,7            |
| Ungültige Stimmen | Ungültige Stimmen    | 634                | 1,7                | 551             | 1,5             |
| Gültige Stimmen   | Gültige Stimmen      | 37.243             | 100,0              | 37.326          | 100,0           |
| davon             |                      |                    |                    |                 |                 |
| Dirk Brilloff     | CDU                  | 16.022             | 43,0               | 15.691          | 42,0            |
| Reinhard Kahl     | SPD                  | 16.353             | 43,9               | 15.651          | 41,9            |
| Jürgen Frömmrich  | GRÜNE                | 1.424              | 3,8                | 1.573           | 4,2             |
| Heinrich Heidel   | F.D.P.               | 2.263              | 6,1                | 2.302           | 6,2             |
| Luise Straka      | REP                  | 1.110              | 3,0                | 1.127           | 3,0             |
|                   | Die Tierschutzpartei | –                  | –                  | 135             | 0,4             |
|                   | DIE FRAUEN           | –                  | –                  | 65              | 0,2             |
|                   | PASS                 | –                  | –                  | 49              | 0,1             |
|                   | DKP                  | –                  | –                  | 31              | 0,1             |
|                   | BüSo                 | –                  | –                  | 10              | 0,0             |
|                   | FWG                  | –                  | –                  | 329             | 0,9             |
|                   | PBC                  | –                  | –                  | 116             | 0,3             |
|                   | DHP                  | –                  | –                  | 14              | 0,0             |
|                   | NATURGESETZ          | –                  | –                  | 30              | 0,1             |
|                   | ödp                  | –                  | –                  | 61              | 0,2             |
|                   | NPD                  | –                  | –                  | 64              | 0,2             |
| Volker Kraushaar  | BFB-Die Offensive    | 71                 | 0,2                | 78              | 0,2             |

## Wahl 1995
|                        | Partei            | Wahlkreis- stimmen | Wahlkreis- stimmen | Landes- stimmen | Landes- stimmen |
| Anzahl                 | Partei            | %                  | Anzahl             | %               |                 |
| ---------------------- | ----------------- | ------------------ | ------------------ | --------------- | --------------- |
| Wahlberechtigte        | Wahlberechtigte   | 58.958             | 100,0              | 58.958          | 100,0           |
| Wähler                 | Wähler            | 36.375             | 61,7               | 36.375          | 61,7            |
| Ungültige Stimmen      | Ungültige Stimmen | 772                | 2,1                | 771             | 2,1             |
| Gültige Stimmen        | Gültige Stimmen   | 35.603             | 100,0              | 35.604          | 100,0           |
| davon                  |                   |                    |                    |                 |                 |
| Reinhard Kahl          | SPD               | 15.769             | 44,3               | 14.910          | 41,9            |
| Walter Siebert         | CDU               | 14.130             | 39,7               | 13.573          | 38,1            |
| Werner Bley            | GRÜNE             | 1.954              | 5,5                | 2.420           | 6,8             |
| Heinrich Heidel        | F.D.P.            | 2.830              | 7,9                | 3.556           | 10,0            |
| Jörg Gentner           | ÖDP               | 233                | 0,7                | 144             | 0,4             |
|                        | DIE GRAUEN        | –                  | –                  | 79              | 0,2             |
| Günter Bätzel          | REP               | 569                | 1,6                | 588             | 1,7             |
|                        | APD               | –                  | –                  | 44              | 0,1             |
|                        | DKP               | –                  | –                  | 21              | 0,1             |
| Konrad Eckel           | NPD               | 79                 | 0,2                | 81              | 0,2             |
|                        | DHP               | –                  | –                  | 4               | 0,0             |
|                        | f.NEP             | –                  | –                  | 12              | 0,0             |
|                        | NATURGESETZ       | –                  | –                  | 16              | 0,0             |
|                        | BFB               | –                  | –                  | 31              | 0,1             |
|                        | PBC               | –                  | –                  | 111             | 0,3             |
|                        | STATT Partei      | –                  | –                  | 14              | 0,0             |
| Herbert Schleiermacher | PASS              | 39                 | 0,1                | –               | –               |

## Wahl 1991
|                   | Partei            | Wahlkreis- stimmen | Wahlkreis- stimmen | Landes- stimmen | Landes- stimmen |
| Anzahl            | Partei            | %                  | Anzahl             | %               |                 |
| ----------------- | ----------------- | ------------------ | ------------------ | --------------- | --------------- |
| Wahlberechtigte   | Wahlberechtigte   | 57.061             | 100,0              | 57.061          | 100,0           |
| Wähler            | Wähler            | 39.548             | 69,3               | 39.548          | 69,3            |
| Ungültige Stimmen | Ungültige Stimmen | 706                | 1,8                | 568             | 1,4             |
| Gültige Stimmen   | Gültige Stimmen   | 38.842             | 100,0              | 38.980          | 100,0           |
| davon             |                   |                    |                    |                 |                 |
| Walter Siebert    | CDU               | 15.708             | 40,4               | 15.492          | 39,7            |
| Reinhard Kahl     | SPD               | 17.483             | 45,0               | 16.531          | 42,4            |
| Jürgen Frömmrich  | GRÜNE             | 1.563              | 4,0                | 2.139           | 5,5             |
| Ernst Scriba      | F.D.P.            | 3.666              | 9,4                | 3.851           | 9,9             |
|                   | REP               | –                  | –                  | 466             | 1,2             |
|                   | DIE GRAUEN        | –                  | –                  | 135             | 0,3             |
| Ernst Brauer      | ÖDP               | 422                | 1,1                | 254             | 0,7             |
|                   | PBC               | –                  | –                  | 112             | 0,3             |

## Wahl 1987
|                      | Partei            | Anzahl | %     |
| -------------------- | ----------------- | ------ | ----- |
| Wahlberechtigte      | Wahlberechtigte   | 54.689 | 100,0 |
| Wähler               | Wähler            | 43.376 | 79,3  |
| Ungültige Stimmen    | Ungültige Stimmen | 334    | 0,8   |
| Gültige Stimmen      | Gültige Stimmen   | 43.042 | 100,0 |
| davon                |                   |        |       |
| Reinhard Kahl        | SPD               | 18.401 | 42,8  |
| Hans-Joachim Schulze | CDU               | 16.351 | 38,0  |
| Ernst Wilke          | F.D.P.            | 5.347  | 12,4  |
| Jürgen Frömmrich     | GRÜNE             | 2.691  | 6,3   |
| Ulrich Dolenschall   | DKP               | 65     | 0,2   |
| Werner Schelberg     | ÖDP               | 187    | 0,4   |

## Wahl 1983
|                      | Partei            | Anzahl | %     |
| -------------------- | ----------------- | ------ | ----- |
| Wahlberechtigte      | Wahlberechtigte   | 53.367 | 100,0 |
| Wähler               | Wähler            | 43.746 | 82,0  |
| Ungültige Stimmen    | Ungültige Stimmen | 321    | 0,7   |
| Gültige Stimmen      | Gültige Stimmen   | 43.425 | 100,0 |
| davon                |                   |        |       |
| Hans-Joachim Schulze | CDU               | 15.622 | 36,0  |
| Reinhard Kahl        | SPD               | 20.438 | 47,1  |
| Heinz Boos           | GRÜNE             | 1.954  | 4,5   |
| Wilfried Sieringhaus | F.D.P.            | 5.152  | 11,9  |
| Bernd Müller         | DKP               | 76     | 0,2   |
| Joachim Wolff        | LD                | 149    | 0,3   |
| Kurt Küster          | EAP               | 34     | 0,1   |

## Bisherige Wahlkreissieger
Direkt gewählte Abgeordnete des Wahlkreises Waldeck-Frankenberg II waren:
| Jahr | Direktkandidat     | Partei | Stimmen in % |
| ---- | ------------------ | ------ | ------------ |
| 2018 | Claudia Ravensburg | CDU    | 30,9         |
| 2013 | Claudia Ravensburg | CDU    | 43,7         |
| 2009 | Claudia Ravensburg | CDU    | 40,4         |
| 2008 | Reinhard Kahl      | SPD    | 41,9         |
| 2003 | Claudia Ravensburg | CDU    | 50,3         |
| 1999 | Reinhard Kahl      | SPD    | 43,9         |
| 1995 | Reinhard Kahl      | SPD    | 44,3         |
| 1991 | Reinhard Kahl      | SPD    | 45,0         |
| 1987 | Reinhard Kahl      | SPD    | 42,8         |
| 1983 | Reinhard Kahl      | SPD    | 47,1         |